# 大阪府道127号摂津富田停車場線
大阪府道127号摂津富田停車場線（おおさかふどう127ごう せっつとんだていしゃじょうせん）は、大阪府高槻市を通る一般府道である。

## 概要
高槻市富田町1丁目から高槻市大畑町に至る。

### 路線データ
- 起点：高槻市富田町1丁目（JR西日本東海道本線 摂津富田駅前）
- 終点：高槻市大畑町（大畑町交差点、国道171号交点、大阪府道115号萩谷西五百住線終点）

## 地理

### 通過する自治体
- 大阪府
  - 高槻市

### 交差する道路
| 交差する道路                                                                    | 交差する場所 | 交差する場所        |
| ------------------------------------------------------------------------------- | ------------ | ------------------- |
| 大阪府道133号鳥飼八丁富田線                                                     | 富田町3丁目  |                     |
| 国道171号 大阪府道・京都府道14号大阪高槻京都線 重複 大阪府道115号萩谷西五百住線 | 大畑町       | 大畑町交差点 / 終点 |

### 交差する鉄道
- 阪急京都本線
- 東海道本線

### 沿線
- JR西日本東海道本線 摂津富田駅
- 高槻警察署 富田駅前交番
- 阪急京都本線 富田駅
- 大阪府立高槻支援学校
- 高槻市立第四中学校